# Niederrieden
Niederrieden est une commune de Bavière (Allemagne), située dans l'arrondissement d'Unterallgäu, dans le district de Souabe.